# Peggy Sue se vdává
Peggy Sue se vdává (v anglickém originále Peggy Sue Got Married) je americká filmová komedie z roku 1986. Režisérem filmu je Francis Ford Coppola. Hlavní role ve filmu ztvárnili Kathleen Turner, Nicolas Cage, Barry Miller, Catherine Hicks a Joan Allen.

## Ocenění
Kathleen Turner byla za svou roli v tomto filmu nominována na Oscara a Zlatý glóbus. Film byl dále nominován na Oscara v kategoriích nejlepší kamera a kostýmy a na Zlatý glóbus v kategorii nejlepší komedie či muzikál.

## Obsazení
| Kathleen Turner   | Peggy Sue Bodell    |
| Nicolas Cage      | Charlie Bodell      |
| Barry Miller      | Richard Norvik      |
| Catherine Hicks   | Carol Heath         |
| Joan Allen        | Maddy Nagie         |
| Kevin J. O’Connor | Michael Fitzsimmons |
| Jim Carrey        | Walter Getz         |
| Lisa Jane Persky  | Delores Dodge       |
| Sofia Coppola     | Nancy Kelcher       |
| Helen Hunt        | Beth Bodell         |